# الملابس الهوائية المضادة للصدمات

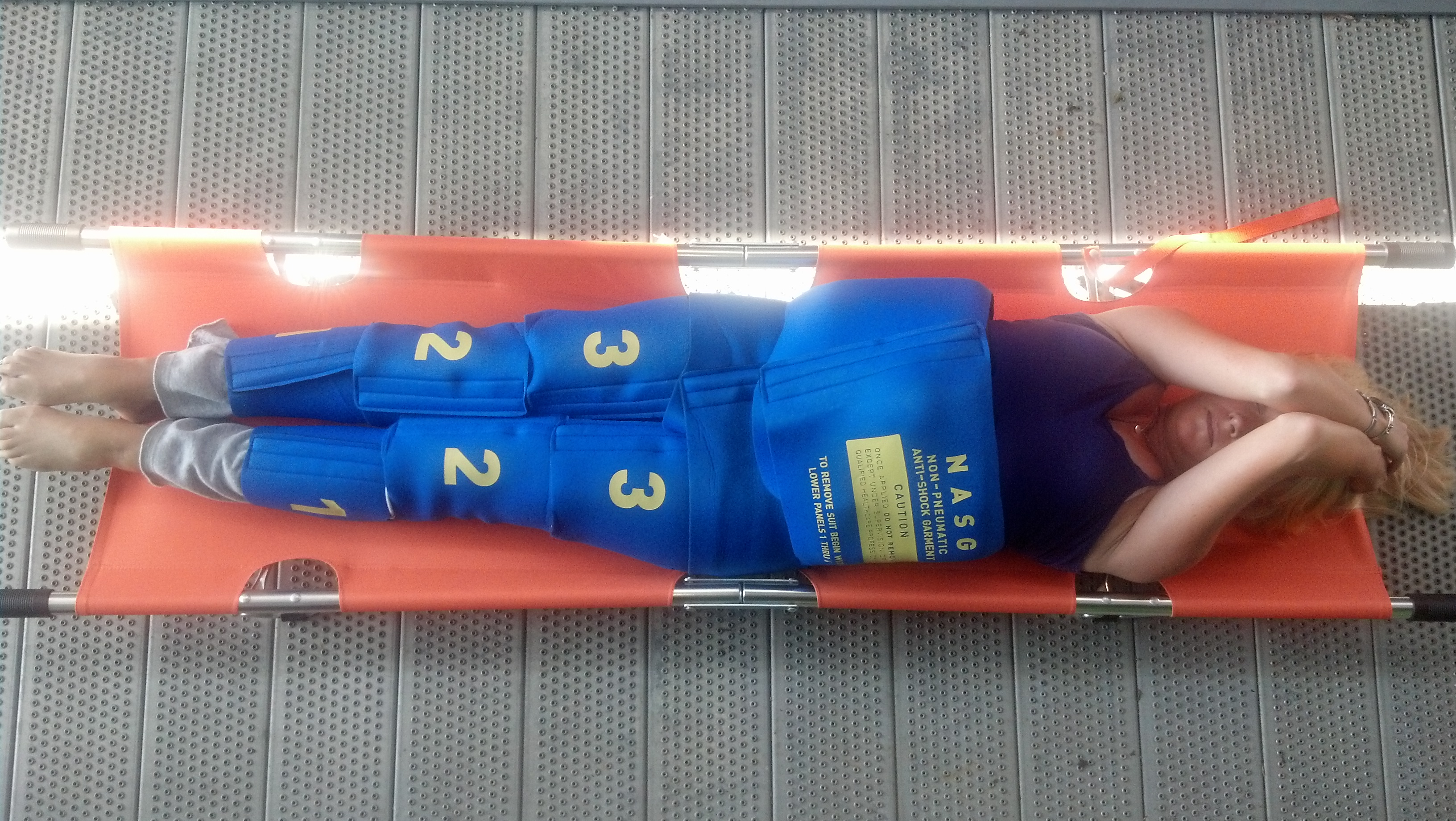

الملابس غير الهوائية المضادة للصدمات هو جهاز إسعافات أولية منخفض التقنية يستخدم لعلاج صدمة نقص حجم الدم. ويجري بحث فعاليته في الحد من وفيات الأمهات بسبب نزيف الولادة.
نزيف الولادة هو نزيف حاد للمرأة أثناء أو بعد فترة قصيرة من الحمل. تشير التقديرات الحالية إلى أن أكثر من 300.000 امرأة تموت كل عام، 99٪ منها تحدث في البلدان النامية .
كثير من النساء في البيئات الفقيرة بالموارد يلدن بعيداً عن مرافق الرعاية الصحية فتموت معظم النساء قبل وصول أو تلقي العلاج المناسب. 
يمكن الحد من هذه النسبة من الوفيات من خلال استخدام هذه الملابس لإبقاء المرأة على قيد الحياة لحين وصول العلاج لها .

## خلفية عن الموضوع..
في كل عام، تموت ما يقدر بـ 342,900 امرأة من مضاعفات الحمل والولادة، وتحدث 99٪ من هذه الوفيات في البلدان النامية. في جميع أنحاء العالم، من كل 100.000 ولادة تموت حوالي 251 امرأة. في بعض البلدان الصناعية مثل الولايات المتحدة، هناك13 حالة وفاة لكل 100000 طفل حي يولدون من نساء أمريكيات، هؤلاء النساء معرضات لخطر الموت بنسبة امرأة واحدة من بين 2100 امرأة من جراء مضاعفات تتعلق بالولادة. ومع ذلك، في بعض البلدان، مثل أفغانستان، يموت ما يصل إلى 1600 امرأة مقابل كل 100 ألف ولادة حية، وتتعرض النساء لخطر الموت النفاسي بنسبة امرأة واحدة من 11 امرأة .
مقابل كل امرأة تموت، هناك 30 امرأة تعاني من إعتلال نتيجة مضاعفات تتعلق بالحمل أو الولادة (إعتلال أمومي) و 10 تعاني من "الوفاة الوشيكة '' (مضاعفات الولادة التي تهدد الحياة).
يمكن أن يكون الإعتلال إعتلال خطير لمدى الحياة تتعرض فيه صحة المرأة وإنتاجيتها ونوعية حياتها وصحة الأسرة وقدرتها على المشاركة في الحياة المجتمعية للخطر. 
إذا ماتت الأم بعد الولادة، فإن المولود أكثر عرضة للوفاة قبل سن الثانية، ومن المرجح أن يعاني الأطفال الآخرون من نقص التغذية وانخفاض التعليم، تجد العديد من العائلات التي ليس لها أمهات صعوبة في البقاء، وغالبًا ما يضطر الأطفال الأكبر سنًا إلى ترك المدرسة من أجل العمل للمساعدة في دعم الأسرة. بالإضافة إلى ذلك، يُقدَّر أن وفيات الأمهات والأطفال حديثي الولادة تكلف العالم 15 مليار دولار في الإنتاجية المفقودة سنويًا .
إن وفاة الأم والاعتلال الأمومي من قضايا حقوق الإنسان. كما يعني المصاعب وفقدان الإنتاجية للأسر والمجتمعات والأمم. ويثير هذا القلق البالغ أنه في عام 2000 ، قرر قادة العالم أن تحسين صحة الأم ينبغي أن يكون أحد الأهداف الإنمائية الثمانية للمجتمع الدولي.
إن السبب الرئيسي لوفيات الأمهات (الوفيات من مضاعفات الحمل والولادة) هو نزيف الولادة الذي تنزف فيه المرأة بشدة، غالبًا بعد الولادة مباشرة. يمكن للمرأة أن تنزف حتى الموت في غضون ساعتين أو أقل، وفي المناطق الريفية، حيث قد تكون المستشفيات على بعد أيام، فلا يكون هناك أملًا كبيرًا للنساء اللواتي يعانين من النزيف. أيضا، في المناطق ذات الموارد المحدودة، قد لا يكون لدى العيادات والمستشفيات الموظفين أو اللوازم اللازمة لإنقاذ حياة المرأة فتموت النساء أثناء إنتظارالعلاج.
هناك بعض التقنيات الناشئة التي يتم البحث عنها وتنفيذها حاليًا والتي تهدف إلى منع هذه الوفيات، أحد هذه الأجهزة هو NASG  
وهو جهاز إسعافات أولية منخفض التقنية يمكن وضعه حول الجزء السفلي من جسم المرأة التي تعرضت لصدمة من نزيف الولادة.حيث يقلل هذا الثوب من فقدان الدم، ويشفى النساء من الصدمة ويبقيهن على قيد الحياة أثناء نقلهن إلى المستشفى أو أثناء انتظار العلاج. 

## تاريخيا ..
في القرن العشرين، طور جورج كريل بدلة ضغط قابلة للنفخ. تم استخدامها للحفاظ على ضغط الدم أثناء الجراحة. في أربعينيات القرن العشرين وبعد خضوعها لتعديلات عديدة، تم تطويرها لاستخدامها كبدلة مضادة للجاذبية  G-Suit , أدى المزيد من التعديل إلى استخدامها في حرب فيتنام لإنعاش وللحفاظ على استقرار الجنود الذين يعانون من إصابات مؤلمة قبل وأثناء النقل. في السبعينيات، تم تعديل البدلة G إلى نصف بدلة والتي أصبحت تعرف باسم MAST (بنطلون عسكري مضاد للصدمات) أوPASG (ملابس هوائية مضادة للصدمات).
خلال الثمانينيات أصبحت ملابس (PASG) تستخدم أكثر فأكثر من قبل خدمات الإنقاذ في حالات الطوارئ لتحقيق الاستقرار في المرضى الذين يعانون من الصدمة بسبب انخفاض نزيف الجسم. خلال التسعينات تمت إضافته إلى الكلية الأمريكية لأمراض النساء والولادة، مما جعلها جزءًا من العلاج الموصى به للاستخدام من قبل أطباء التوليد وأمراض النساء في الولايات المتحدة الأمريكية. ومع ذلك، تمت إزالته من الإرشادات لاحقًا ولم يعد موجودًا في إرشادات ACOG.
في عام 1970، شاركت وكالة ناسا / أميس في تطوير نسخة لا تعمل بالهواء المضغوط من الملابس المضادة للصدمات. تم استخدام هذا في الأصل للأطفال المصابين بالهيموفيليا، ولكن تم تطويره منذ ذلك الحين إلى الملابس المعروفة باسم الملابس غير الهوائية المضادة للصدمات (NASG).
الملابس غير الهوائية المضادة للصدمات هي الآن خارج براءات الاختراع ويتم إنتاجها في عدة مواقع مختلفة.
بدأ استخدام الملابس من أجل نزيف الولادة في الأماكن منخفضة الموارد في عام 2002 عندما أدخلت الدكتورة كارول بريس والدكتور بول هنسلي الملابس في مستشفى في باكستان وأبلغا عن سلسلة من حالات استخدامه,
أكملت سيلين وزملاؤها في المكسيك ومصر ونيجيريا دراسات NASG (المسماة أيضًا LifeWrap) لنزيف الولادة في المستشفيات في هذه البلدان مع استمرار الدراسات في مراكز الرعاية الصحية الأولية في زامبيا وزيمبابوي. تم تنفيذ برنامج تنفيذي مع NASG
كجزء من استمرارية الرعاية لنزيف ما بعد الولادة (CCPPH)
منذ عام 2008 في الهند ونيجيريا وتنزانيا وبيرو. منظمة Pathfinder International غير الحكومية هي المنظمة الرائدة في تنفيذ مشروع CCPPH. قام الدكتور Suellen Miller بتجارب سريرية واسعة النطاق مع الجهاز كمساعدات أولية للولادة. عملت منظمة Pathfinder Internationalوهي منظمة غير ربحية مقرها الولايات المتحدة على تطوير نموذج Continuum of Care.

## مبدأ العمل ..
الملابس غير الهوائية المضادة للصدمات هي عبارة عن النيوبرين البسيط وجهاز الفيلكرو الذي يشبه النصف السفلي من بدلة الغوص مقطعة إلى شرائح. يمكن استخدامه لعلاج الصدمة والإنعاش وتحقيق الاستقرار ومنع المزيد من النزيف عند النساء المصابات بنزيف الولادة
في حالة الصدمة، يحرم الدماغ والقلب والرئتين من الأكسجين لأن الدم يتراكم في أسفل البطن والساقين. يعكسNASG الصدمة من خلال إعادة الدم إلى القلب والرئتين والدماغ. هذا يعيد وعي المرأة ونبضها وضغط الدم. بالإضافة إلى ذلك، يقللNASG من النزيف من أجزاء الجسم المضغوطة تحته.
تستند آليات العمل على قوانين الفيزياء. حددت الأبحاث الحديثة أن الضغط الذي يطبق من قبلNASG يعمل على زيادة المؤشر المقاوم للشريان الحرقفي الداخلي بشكل كبير (وهو المسؤول عن تزويد غالبية تدفق الدم إلى الرحم عبر شرايين الرحم). أظهرت دراسة حديثة أخرى أنNASG يقلل من تدفق الدم في الشريان الأبهر البعيد.
بعد جلسة تدريب بسيطة، يمكن لأي شخص وضع الثوب على امرأة تنزف. بمجرد السيطرة على نزيفها، يمكن نقلها بأمان إلى المستشفى للحصول على الرعاية اللازمة، في حالات الطوارئ الملابس غير الهوائية المضادة للصدمات خفيفة ومرنة ومريحة لمن يرتديها. وقد تم تصميمه للسماح بإجراء الفحوصات والإجراءات المهبلية دون إزالته. عند التطبيق، غالبًا ما يتم استعادة العلامات الحيوية للمريض بسرعة واستعادة وعيه. من المهم للغاية عدم إزالة NASG قبل أن تتلقى المرأة السوائل الوريدية والدم وقبل استعادة جميع العلامات الحيوية. يمكن أن تكون الإزالة المبكرة خطيرة وحتى مميتة .
في مصر ونيجيريا، في تحليلات منفصلة ومجمعة، أظهرت النتائج أن النساء اللواتي يعانين من NASG كن أفضل بكثير من النساء اللواتي لم يعالجن منNASG أظهرت النتائج انخفاضًا ملحوظًا في فقد الدم ومعدل استئصال الرحم في حالات الطوارئ وحدوث الوفيات. وجدت التحليلات التي فحصت استخدام النساء لNASG في حالات نوبة الرحم ونزيف ما بعد الولادة والمسببات غير النطاقية (ما قبل الولادة وبعدها) نتائج مماثلة. 
قام تحليل مشترك لـ 1442 امرأة تم نشره مؤخرًا بفحص تأثيرNASG على النساء المصابات بنزيف الولادة. على الرغم من كونها في حالة أسوأ عند دخول الدراسة، انخفضت النتائج السلبية بشكل كبير في مرحلة الNASG حيث انخفض متوسط فقدان الدم المقاس من 444 مل إلى 240 مل (P <0.001) ، واظهرت النتاج انخفاض في معدل وفيات الأمهات من 6.3٪ إلى 3.5٪ (اختطار نسبي 0.56 ، 95٪ CI 0.35–0.89) .
كان العدد المطلوب للعلاج (NNT) لمنع الوفيات 18 (12-36).
بحث البحث النوعي في المكسيك ونيجيريا قبول استخدام ال NASG ووجد أنه بشكل عام، كانت هناك ردود فعل إيجابية على الملابس كتكنولوجيا ذات صلة لإنقاذ حياة النساء
تجري الأبحاث حاليًا في زامبيا وزيمبابوي للتحقق مما إذا كانNASG أكثر نجاحًا إذا تم تنفيذه في مرافق الرعاية الصحية الأولية حيث يتم تحديد النزيف لأول مرة.

في عام 2012 ، أدرجت منظمة الصحة العالمية الNASG في توصياتها لعلاج نزيف ما بعد الولادة.